# Tala Ashe
Tala Ashrafi (Teherán, 24 de julio de 1984), conocida profesionalmente como Tala Ashe, es una actriz iraní-estadounidense conocida por su aparición en series de televisión como Smash, American Odyssey, As the World Turns y últimamente por su aparición estelar en la serie de superhéroes de The CW, Legends of Tomorrow, donde interpreta a Zari Tomaz/Zari Tarazi.

## Biografía
Tala Ashrafi nació el 24 de julio de 1984, en Teherán, Irán, hija de Shoreh Elhami y Javad Ashrafi. A los nueve meses de edad, su familia emigró hacía los Estados Unidos. Se asentaron en Powell, localidad a las afueras de la capital de Ohio, Columbus. Participó en diversas producciones de teatro, como actriz y directora, durante su paso por la escuela secundaria.
Ashe es Licenciada en Bellas artes, graduada de la Escuela de Teatro de la Universidad de Boston. También se formó en la Academia de Música y Arte Dramático de Londres y en la Upright Citizens Brigade Theatre de Nueva York.

## Carrera
Ashe inició su carrera actoral en obras teatrales regionales y off-Broadway. Su primera aparición en pantalla, fue en el filme Waiting in Beijing, donde interpretó a Nadia. En esa cinta fue acreditada como Tala Ashrafi, pero desde aquel entonces y en la actualidad, es acreditada como Tala Ashe.
La actriz hizo apariciones especiales en diversas series de televisión, tales como Law & Order, Law & Order: Criminal Intent, 30 Rock y Covert Affairs. También hizo parte del elenco recurrente de las series As The World Turns, Smash y American Odyssey. En 2017, Ashe se incorporó al elenco principal de la serie Legends of Tomorrow, interpretando a Zari Adrianna Tomaz. Su destacada participación en el episodio botella «Here I Go Again», le valió críticas positivas, tanto de los expertos y fanáticos.

## Vida personal
Ashe es iraní-estadounidense y tiene la doble ciudadanía. Habla con fluidez tanto el inglés, como el persa, se identifica además como musulmana, como su personaje en la serie Legends of Tomorrow. Junto con sus compañeras del Arrowverso, Ashe es miembro fundador de Shethority, un proyecto destinado a inspirar y animar a las mujeres y su feminidad.

## Filmografía
| Año         | Programa                     | Personaje                | Notas                                                 |
| ----------- | ---------------------------- | ------------------------ | ----------------------------------------------------- |
| 2008        | Waiting in Beijing           | Nadia                    | Película (acreditada como Nadia Ashrafi)              |
| 2008        | Law & Order                  | Madison                  | Episodio: «Angelgrove»                                |
| 2008        | As the World Turns           | Ameera Ali Aziz          | Personaje recurrente, 26 episodios                    |
| 2008        | Straphanger                  | Scarlett                 | Película corta                                        |
| 2011        | Law & Order: Criminal Intent | Rebecca Landon           | Episodio: «Boots on the Ground»                       |
| 2012        | Smash                        | R.J. Quigley             | Personaje recurrente (Primera temporada), 6 episodios |
| 2015        | American Odyssey             | Anna Stone               | Personaje recurrente, 7 episodios                     |
| 2017        | The Strangeness You Feel     | —                        | Película corta                                        |
| 2017 – 2022 | Legends of Tomorrow          | Zari Tomaz / Zari Tarazi | Elenco principal (Temporada 3-7; 74 episodios)        |